# Bahnhof Sakudaira
Der Bahnhof Sakudaira (佐久平駅 Sakudaira-eki) ist ein Bahnhof auf der japanischen Insel Honshū. Er wird von der Bahngesellschaft JR East betrieben und befindet sich in der Präfektur Nagano auf dem Gebiet der Stadt Saku. Unter anderem halten hier Shinkansen-Hochgeschwindigkeitszüge.

## Verbindungen
Sakudaira ist ein Kreuzungsbahnhof, an dem sich zwei Strecken der Bahngesellschaft JR East auf zwei Ebenen kreuzen. Die untere ist die Schnellfahrstrecke Hokuriku-Shinkansen, die Tokio mit Nagano, Kanazawa und Tsuruga verbindet; die obere ist die von Hokuto nach Komoro verlaufende Koumi-Linie. Shinkansen-Hochgeschwindigkeitszüge halten in beiden Richtung ein- oder zweimal je Stunde, wobei zwei verschiedene Zuggattungen vertreten sind. Die Asama-Züge fahren vom Bahnhof Tokio nach Nagano und halten dabei an allen Zwischenstationen. Vor allem morgens und abends halten hier auch Hakutaka-Züge von Tokio zum Bahnhof Kanazawa oder zum Bahnhof Tsuruga, wobei bis Nagano mehrere Bahnhöfe übersprungen werden.
Auf der Koumi-Linie fahren Nahverkehrszüge ungefähr stündlich von Komoro nach Nakagomi, südlich davon bis Kobuchizawa teilweise alle zwei Stunden. Während der Hauptverkehrszeit besteht zwischen Komoro und Nakagomi ein angenäherter 20-Minuten-Takt. Hinzu kommt zweimal täglich der Touristenzug High Rail 1375. In Betrieb ist er üblicherweise freitags bis sonntags sowie an Feiertagen, während der Sommersaison werden täglich außer dienstags Fahrten angeboten. Der Bahnhof wird von mehreren Buslinien der Gesellschaften JR Bus Kantō und Chikuma Bus bedient.

## Anlage
Der Turmbahnhof steht zwischen den Stadtteilen Sakudairaekikita im Norden und Sakudairaminami im Süden, am westlichen Stadtrand. Bei der Eröffnung des Bahnhofs gab es nur wenige Gebäude in der Umgebung, doch seither hat sich ein Viertel mit Wohnungen und Geschäften darum entwickelt. In unmittelbarer Nähe befinden sich ein Æon-Einkaufszentrum und ein Elektronik-Fachmarkt von Yamada Denki.
Die untere Ebene der Anlage ist ebenerdig und umfasst zwei von Nordosten nach Südwesten ausgerichtete Normalspurgleise für den Hochgeschwindigkeitsverkehr. Diese liegen an zwei vollständig überdachten Seitenbahnsteigen von 310 m Länge, die von Lärmschutzwänden umgeben und mit Bahnsteigtüren ausgestattet sind. Über den Shinkansen-Gleisen, zum westlichen Bahnsteigende hin, verläuft auf einem Viadukt die von Nordwesten nach Südosten ausgerichtete Koumi-Linie. Dieser Teil des Bahnhofs umfasst ein Gleis an einem schmalen Bahnsteig. Rechtwinklig daran angebaut ist ein Wartebereich am Ende eines Korridors, der zum eigentlichen Empfangsgebäude führt. Es besitzt die Form eines Reiterbahnhofs, das sich über die Shinkansen-Gleise spannt. Die Form des Empfangsgebäudes ist jener der im Jahr 1875 erbauten früheren Nakagomi-Schule nachempfunden. Übernommene Elemente sind verputzte Wände, Satteldächer, Glasmalereien und ein achteckiger Turm. Es gibt je einen Ausgang an der Nord- und Ostseite. Neben dem östlichen Eingang steht der Plaza Saku mit mechanischer Uhr, Souvenirläden und Lokalradiostation.
Im Fiskaljahr 2019 nutzten täglich durchschnittlich 5566 Fahrgäste den Bahnhof, davon entfielen 4042 auf den Shinkansen.

## Gleise
| 1 | ▉ Hokuriku-Shinkansen | Takasaki • Ōmiya • Tokio             |
| 2 | ▉ Hokuriku-Shinkansen | Nagano • Toyama • Kanazawa • Tsuruga |
| 3 | ▉ Koumi-Linie         | Kobuchizawa / Komoro                 |

## Bilder

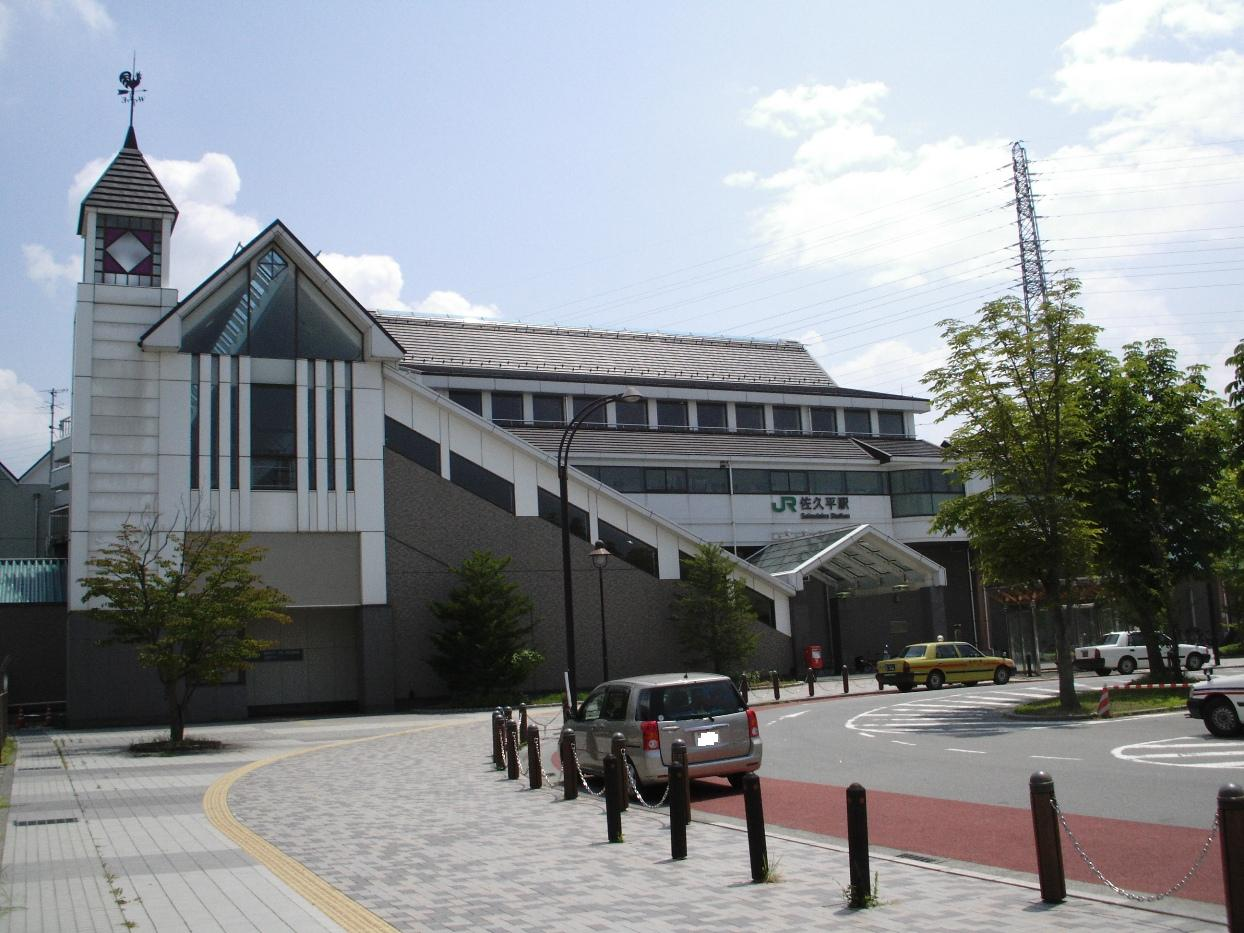
Osteingang
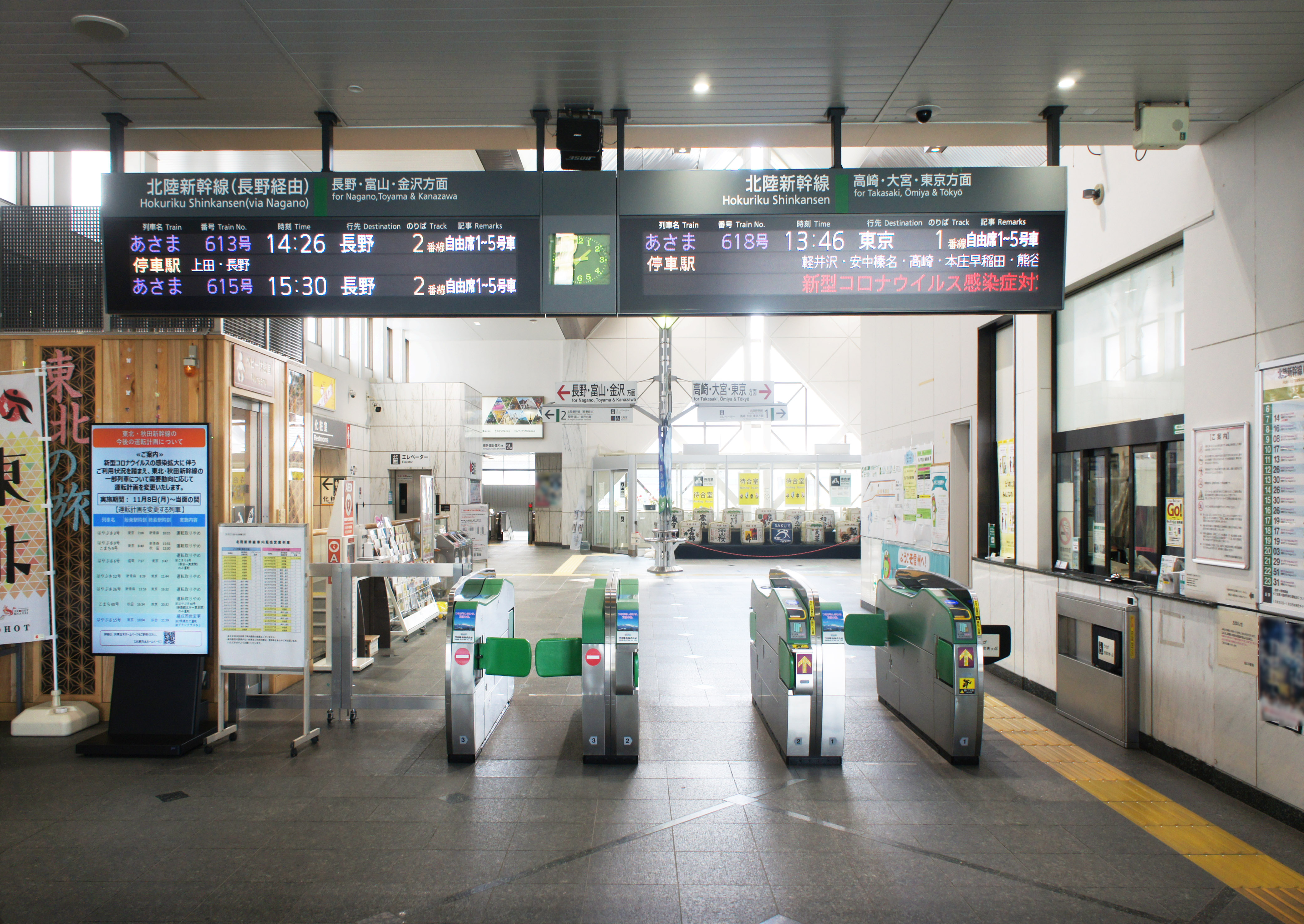
Bahnsteigsperren
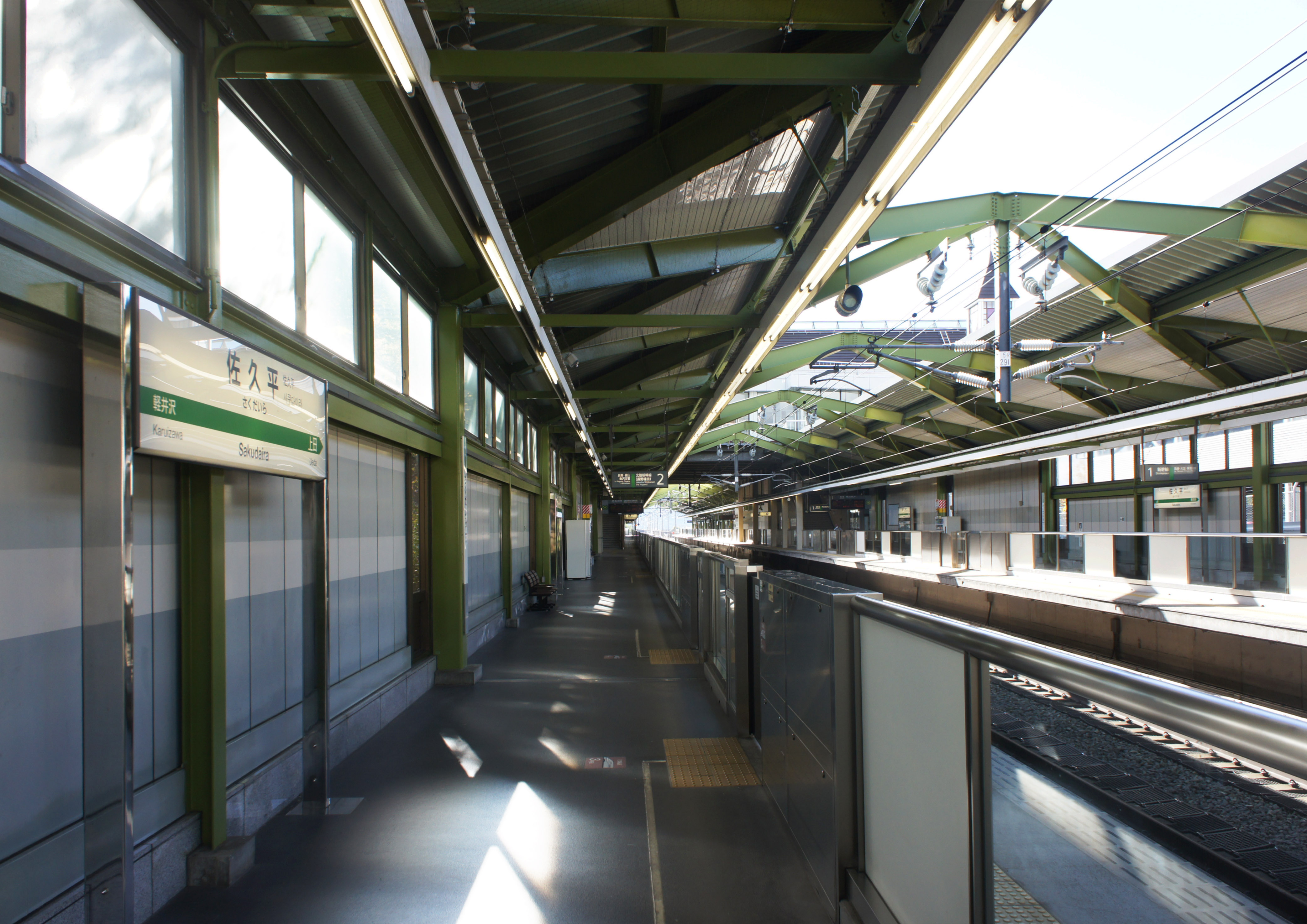
Shinkansen-Bahnsteige
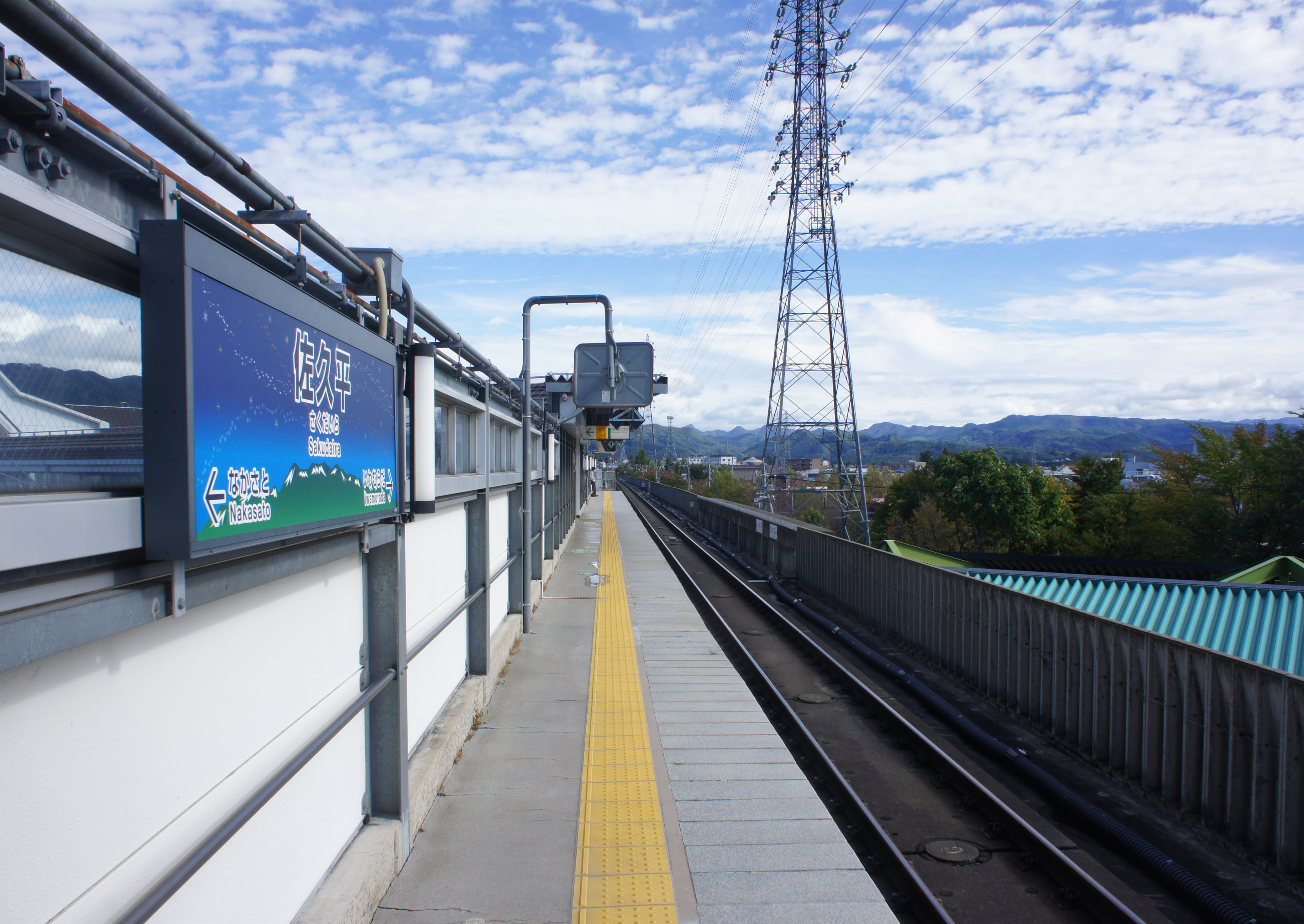
Bahnsteig der Koumi-Linie
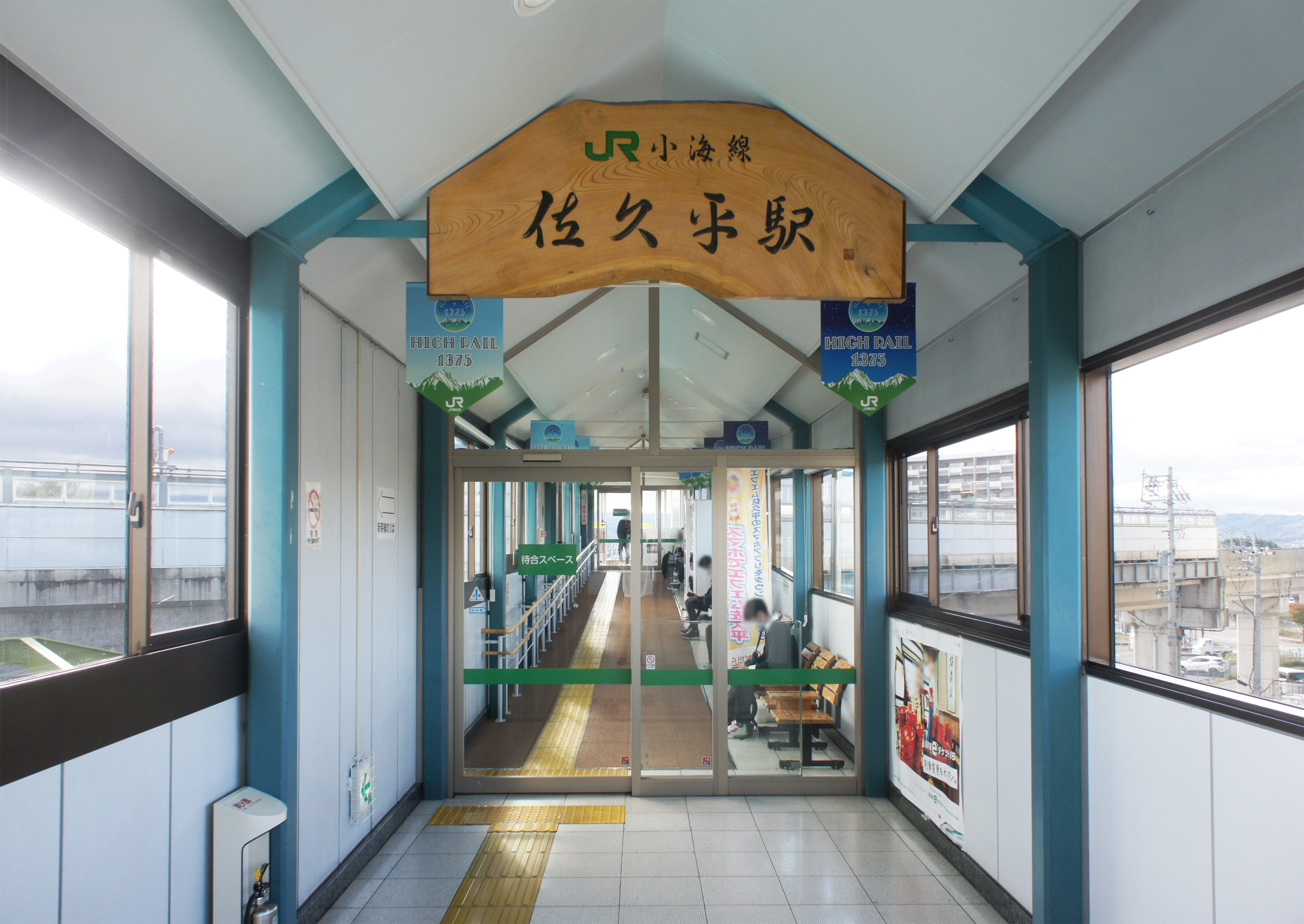
Wartebereich am Koumi-Bahnsteig

## Linien
| Verlauf der Hokuriku-Shinkansen |
| --- |
| Takasaki • Annaka-Haruna • Karuizawa • Sakudaira • Ueda • Nagano • Iiyama • Jōetsumyōkō • Itoigawa • Kurobe-Unazukionsen • Toyama • Shin-Takaoka • Kanazawa • Komatsu • Kagaonsen • Awaraonsen • Fukui • Echizen-Takefu • Tsuruga |

| Verlauf der Koumi-Linie |
| --- |
| Kobuchizawa • Kai-Koizumi • Kai-Ōizumi • Kiyosato • Nobeyama • Shinano-Kawakami • Saku-Hirose • Saku-Uminokuchi • Umijiri • Matsubarako • Koumi • Managashi • Takaiwa • Yachiho • Kaize • Haguroshita • Aonuma • Usuda • Tatsuokajō • Ōtabe • Nakagomi • Namezu • Kita-Nakagomi • Iwamurada • Sakudaira • Nakasato • Misato • Mitsuoka • Otome • Higashi-Komoro • Komoro |

## Geschichte
Die Koumi-Linie besteht seit 1914, doch Züge fuhren hier über acht Jahrzehnte lang ohne Halt durch. Ursprünglich sahen die Planungen für die Hokuriku-Shinkansen keinen Halt in Saku, doch die Stadtverwaltung setzte sich dafür ein, dass an der zukünftigen Kreuzung mit der Koumi-Linie ein Bahnhof errichtet werden soll und übernahm auch die gesamten Baukosten. Der Name Sakudaira steht für das Saku-Becken, eine Hochebene im Osten der Präfektur Nagano. Die Nachbarstadt Komoro hatte zunächst auf den Namen Komoro-Saku bestanden, doch nach Vermittlung des Gopuverneurs einigte man sich auf den neutralen geographischen Begriff, da beide Städte im Saku-Becken liegen. Die Eröffnung des Bahnhofs erfolgte am 1. Oktober 1997, zusammen mit jener der Hokuriku-Shinkansen.